# Mary Duncan
Mary Duncan est une actrice américaine, née le 13 août 1894 à Luttrellville (en) en Virginie et morte le 9 mai 1993  à Palm Beach en Floride.

## Filmographie
- 1927 : Very Confidential de James Tinling : Priscilla Travers
- 1928 : Soft Living de James Tinling : Lorna Estabrook
- 1928 : Les Quatre Diables (4 Devils) de Friedrich Wilhelm Murnau : la femme
- 1929 : Thru Different Eyes : Viola
- 1929 : La Femme au corbeau (The River) de Frank Borzage : Rosalee
- 1929 : Romance of the Rio Grande : Carlotta
- 1930 : L'Intruse (City Girl) de Friedrich Wilhelm Murnau : Kate
- 1930 : Kismet : Zeleekha
- 1930 : The Boudoir Diplomat : Mona
- 1931 : Men Call It Love : Helen Robinson
- 1931 : Fille de luxe (Five and Ten) de Robert Z. Leonard : Muriel Preston
- 1931 : Une femme moderne (The Age for Love) de Frank Lloyd : Nina Donnet
- 1932 : State's Attorney : Nora Dean
- 1932 : Hypnose (Thirteen Women) : June Raskob
- 1932 : Le Fantôme de Crestwood (The Phantom of Crestwood) de J. Walter Ruben : Dorothy Mears
- 1933 : Gloire éphémère (Morning Glory) de Lowell Sherman : Rita Vernon, star blonde